# Municipalité de Torreón
Torreón est l'une des municipalités de Coahuila de Zaragoza, un État du nord-est du Mexique. La ville de Torreón est le siège de la municipalité. La municipalité couvre une superficie de 1947,7 km². 
En 2010, la municipalité comptait 639 629 habitants.